# Burzyn (Podlachie)
Burzyn est un village polonais de la gmina de Jedwabne dans le powiat de Łomża et dans la voïvodie de Podlachie. Il se situe à environ 12 kilomètres au sud de Jedwabne, à 29 kilomètres au nord-ouest de Łomża et à 51 kilomètres au nord-ouest de Białystok. 